# Neocallichirus cacahuate
Neocallichirus cacahuate är en kräftdjursart som beskrevs av Felder och Manning 1995. Neocallichirus cacahuate ingår i släktet Neocallichirus och familjen Callianassidae. Inga underarter finns listade i Catalogue of Life.